# Siegfried Eggebrecht
Georg Philipp Siegfried Eggebrecht (* 27. Februar 1886 in Halberstadt; † 15. August 1984 in Freiburg im Breisgau) war ein deutscher evangelisch-lutherischer Geistlicher.

## Leben
Siegfried Eggebrecht war der Sohn des Großkaufmanns Carl Eggebrecht aus Halberstadt und besuchte das Domgymnasium in seiner Geburtsstadt. 1905 leistete Eggebrecht seinen Militärdienst. 1906 nahm er ein Theologiestudium an den Universitäten Leipzig und Halle auf. Er wurde Mitglied der Burschenschaft Suevia Leipzig im ADB. Nach dem Besuch des Predigerseminars in Naumburg am Queis legte er 1911 das erste theologische Examen in Halle ab und wurde Vikar. 1914 folgte in Magdeburg das zweite Examen und am 1. August die Ordination. Eggebrecht wurde zunächst Hilfspfarrer in Magdeburg-Buckau. Als Felddivisionspfarrer nahm er am Ersten Weltkrieg teil. In dieser Zeit schrieb er mehrere Kriegstagebücher. Briefwechsel führte er in dieser Zeit u. a. auch mit dem Kirchenhistoriker Friedrich Loofs.
Nach seiner Rückkehr aus dem Krieg trat er 1919 eine Stelle als zweiter Pfarrer in der Stadt Prettin an, bevor er 1921 wieder nach Magdeburg ging, wo er Provinzialpfarrer für Jugendarbeit im Bereich der Kirchenprovinz Sachsen mit Sitz in Magdeburg wurde. Als einer der beiden Vertreter der Provinz Sachsen gehörte er 1922 zu den Mitgründern des gesamtdeutschen Reichsverbandes der Evangelischen Kinderpflege. In jener Zeit erwarb er bleibende Verdienste um die Jugendwohlfahrtspflege in der Weimarer Republik und die versuchsweise Einführung der Montessoripädagogik in den provinzsächsischen Kindergärten der evangelischen Kirche. 
1928 erfolgte seine Berufung als Pfarrer der St.-Johannis-Kirche in der preußischen Kreisstadt Schleusingen. Bereits ein Jahr später wurde er Superintendent. Dieses Amt übte er bis 1954 aus und war gleichzeitig der letzte Schriftführer des überregionalen Hennebergisch-Fränkischen Geschichtsvereins und in dieser Funktion auch als Heimatforscher tätig. So ist zum Beispiel seine Publikation über die Glocken von Schleusingen bis heute unübertroffen.
Eggebrecht sympathisierte früh mit rechten Bewegungen und war Mitglied im Stahlhelm, Bund der Frontsoldaten sowie ab 1933 der Deutschen Christen. Er erlebte den Aufstieg und das Ende des Nationalsozialismus in Schleusingen.
Ebenso dort verbrachte er die sowjetische Besatzungszeit und die erste Zeit in der DDR. 1957 verließ er Thüringen und ging nach Baden-Württemberg, da sein Sohn Hans Heinrich Eggebrecht dort eine Professur erhalten hatte. Seinen Ruhestand verbrachte er in Freiburg im Breisgau, wo er im Alter von 98 Jahren starb.

## Veröffentlichungen (Auswahl)
- Die Methode Montessori und die evangelische Kindergartenbewegung. In: Evangelischer Jugenddienst – Provinz Sachsen, Jg. 5 (1928), S. 121–128 und 169–175.
- Der Provinzialerziehungsverein in der Provinz Sachsen in seiner geschichtlichen Entwicklung 1879–1929. In: Der Provinzialerziehungsverein in der Provinz Sachsen, o. O., o. J. [ca. 1930].
- Paul de Lagarde in Schleusingen. In: Jahrbuch des Hennebergisch-Fränkischen Geschichtsvereins, Jg. 2 (1938), S. 110–120.
- Die Geschichte der Glocken in der Stadt Schleusingen. In: Jahrbuch des Hennebergisch-Fränkischen Geschichtsvereins, Jg. 3 (1939), S. 98–124.
- Auslegung des Neuen Testaments. In: Theodor Jänicke (Hrsg.): Ich will den Herrn loben. Ein Psalmenbuch. Übersetzungen, Auslegungen und Gebete. Burckhardthaus-Verlag, Berlin-Dahlem 1963.

## Ehrungen
- Medaille für Verdienste in der Jugendwohlfahrtspflege